# System 80
System 80은 컴버스천 엔지니어사에서 설계한 가압 경수로이다.

## 설치
1976년 ~ 1988년 미국 애리조나에 있는 팰로우버디 원자력 발전소에 3기가 세워졌다. 1986년 ~ 1987년 대한민국 영광원자력발전소에 2기(영광 3호, 영광 4호기)가 세워졌다.

## 개량
대한민국에서는 1990년대부터 System 80 을 기초로 개량, 표준화하여 출력 1,000 MWe의 한국표준형원자로(KSNP)를 만들었다.

## System 80+
1998년 6월 개발된 System 80+ 는 System 80 을 개량 발전시킨 것으로, 전기출력 1,300 MWe의 가압 경수로이다.

## 같이 보기
- OPR-1000
- APR-1400